# Radioaktivní datování
Radioaktivní datování (často nazývané radiometrické datování) je technika užívaná pro datování materiálů, obvykle založená na srovnání mezi množstvím přirozeně se vyskytujícího radioaktivního izotopu s jeho produkty rozpadu, za využití známých poločasů rozpadu. Je to jeden z hlavních informačních pramenů o věku hornin, věku Země atp. Využívá se pro datování širokého okruhu přírodních i umělých materiálů. Nejznámější technikou je radiouhlíkové datování. Existují i další jako je například draselnoargonové datování a uranové datování. Poskytuje významný informační pramen o věku fosílií a o poměrech na zemi během její evoluce.

Pokud známe například poločas rozpadu určitého radionuklidu, je možné průběh tohoto rozpadu zaznamenat pro měření časových intervalů. Například radionuklid draslíku 40K se rozpadá na izotop 40Ar s poločasem rozpadu 1,25×109 let. Měřením poměru 40Ar a 40K je možné v dané hornině za jistých předpokladů vypočítat její stáří.
Pro měření relativně kratších časových intervalů, zajímavých například z historických důvodů, je vhodné radiouhlíkové datování. Stanovování je omezeno stářím vzorků – nelze přesně určovat vzorky, jejichž reálné stáří přesahuje 50 000 let (v extrémních případech 100 000 let, ale s menší přesností), protože obsah 14C poklesne na příliš nízkou úroveň. Není také možné spolehlivě určit vzorky mladší než 100–200 let, protože v té době se díky spalování uhlí a ropy dostalo do ovzduší velké množství uhlíku pocházejícího z pozůstatků prastarých organizmů, který neobsahuje radioaktivní izotop. Metoda radioaktivního datování je totiž závislá na referenční hodnotě poměru izotopů, která obecně není neměnná. V druhé polovině 20. století se naopak množství radioaktivního uhlíku v ovzduší dočasně zvýšilo vlivem jaderných pokusů v atmosféře.
Stronciové datování zase například může být ovlivněno jiným druhem kontaminace.
V roce 2013 se povedlo americké planetární sondě Curiosity na povrchu Marsu shromáždit poprvé v historii lidstva data umožňující provádět radiometrické datování na povrchu jiné planety než Země. K datování byla využita K-Ar metoda.

## Význam radiometrického datování
Tento moderní způsob datování od počátku 20. století výrazně zpřesnil naše představy o délce trvání geologického času, jednotlivých období a doby existence různých vyhynulých druhů organismů. Například ještě kolem roku 1915 platil předpoklad, že populární dravý dinosaurus druhu Tyrannosaurus rex žil asi před 3 miliony let. Ve skutečnosti žil ale ještě mnohem dříve, podle moderního datování před více než 66 miliony let (na konci křídové periody).